# Dampiera adpressa
Dampiera adpressa är en tvåhjärtbladig växtart som beskrevs av Allan Cunningham och Dc.. Dampiera adpressa ingår i släktet Dampiera, och familjen Goodeniaceae. Inga underarter finns listade i Catalogue of Life.